# Campionat dels Països Baixos de trial
El Campionat dels Països Baixos de trial, regulat per la federació neerlandesa de motociclisme, KNMV (Koninklijke Nederlandse Motorrijders Vereniging), és la màxima competició de trial que es disputa als Països Baixos.

## Llista de guanyadors
A 10 de desembre de 2024
| Temporada | Campió              | Motocicleta |
| --------- | ------------------- | ----------- |
| 1953      | A. Van Der Sluis    | Norton      |
| 1954      | W. Kooiman          | James       |
| 1955      | J. Morel            | James       |
| 1956      | E. Bos              | James       |
| 1957      | Henk Vink           | James       |
| 1958      | Henk Vink           | James       |
| 1959      | J. Van Etten        | Sparta      |
| 1960      | Henk Vink           | James       |
| 1961      | A. Van Der Sluis    | Norton      |
| 1962      | Henk Vink           | James       |
| 1963      | Henk Vink           | Triumph     |
| 1964      | Henk Vink           | Greeves     |
| 1965      | Henk Vink           | Montesa     |
| 1966      | Henk Vink           | Montesa     |
| 1967      | Henk Vink           | Montesa     |
| 1968      | Henk Vink           | Montesa     |
| 1969      | Bob De Graaf        | Montesa     |
| 1970      | Henk Vink           | Montesa     |
| 1971      | Bob De Graaf        | Montesa     |
| 1972      | Bob De Graaf        | Montesa     |
| 1973      | Bob De Graaf        | OSSA        |
| 1974      | Van Marwijk Henk    | Bultaco     |
| 1975      | Henk Van Marwijk    | Montesa     |
| 1976      | Frans Kooiman       | Montesa     |
| 1977      | Simon Koote         | Montesa     |
| 1978      | Frans Kooiman       | Montesa     |
| 1979      | Frans Kooiman       | Montesa     |
| 1980      | Peter Van Enckevort | OSSA        |
| 1981      | Peter Van Enckevort | OSSA        |
| 1982      | Peter Van Enckevort | OSSA        |
| 1983      | Eddy Moerman        | Montesa     |
| 1984      | Eddy Moerman        | Montesa     |
| 1985      | Peter Van Enckevort | Honda       |
| 1986      | Peter Van Enckevort | Honda       |
| 1987      | Peter Van Enckevort | Fantic      |
| 1988      | Marco Reit          | Montesa     |
| 1989      | Marco Reit          | Beta        |
| 1990      | Marco Reit          | Beta        |
| 1991      | Rene Opstals        | Gas Gas     |
| 1992      | Marco Reit          | Beta        |
| 1993      | Marco Reit          | Fantic      |
| 1994      | Marco Reit          | Beta        |
| 1995      | Marco Reit          | Beta        |
| 1996      | Alex Van Den Broek  | Montesa     |
| 1997      | Alex Van Den Broek  | Montesa     |
| 1998      | Alex Van Den Broek  | Montesa     |
| 1999      | Alex Van Den Broek  | Montesa     |
| 2000      | Alex Van Den Broek  | ?           |
| 2001      | Alex Van Den Broek  | Gas Gas     |
| 2002      | Alex Van Den Broek  | Gas Gas     |
| 2003      | Alex Van Den Broek  | Gas Gas     |
| 2004      | Marco Reit          | Beta        |
| 2005      | Pieter Goertz       | Gas Gas     |
| 2006      | Marco Reit          | Beta        |
| 2007      | Pieter Goertz       | Gas Gas     |
| 2008      | Peter Van Der Sluis | Sherco      |
| 2009      | Ewoud Lalkens       | Gas Gas     |
| 2010      | Marco Reit          | Beta        |
| 2011      | Marco Reit          | Beta        |
| 2012      | Marco Reit          | Beta        |
| 2013      | Ewoud Lalkens       | Gas Gas     |
| 2014      | Alex Van Den Broek  | Gas Gas     |
| 2015      | Randy Kerstjens     | Gas Gas     |
| 2016      | Alex Van Den Broek  | Vertigo     |
| 2017      | Alex Van Den Broek  | Gas Gas     |
| 2018      | Randy Kerstjens     | Gas Gas     |
| 2019      | Randy Kerstjens     | Gas Gas     |
| 2020      | No disputat         | No disputat |
| 2021      | Randy Kerstjens     | Gas Gas     |
| 2022      | Randy Kerstjens     | Gas Gas     |
| 2023      | Randy Kerstjens     | Gas Gas     |
| 2024      | Randy Kerstjens     | Gas Gas     |

## Estadístiques

### Campions amb més de 3 títols
A 10 de desembre de 2024
| Pilot               | Títols |
| ------------------- | ------ |
| Marco Reit          | 12     |
| Alex Van Den Broek  | 11     |
| Henk Vink           | 11     |
| Randy Kerstjens     | 7      |
| Peter Van Enckevort | 6      |
| Bob De Graaf        | 4      |